# 昔昔亭A太郎
昔昔亭 A太郎（せきせきてい えーたろう、1978年6月8日 - ）は、日本の落語家。落語芸術協会所属の真打。ユニット『成金』メンバーであり「成金」の名付け親。本名は町野 博亮。

## 来歴
岐阜市生まれ。京都市出身。京都市立松原中学校、京都府立山城高等学校、駒澤大学卒業。テレビ番組制作会社に入社。裏方志望だったが、寄席で師匠桃太郎のナンセンスな落語に出会い、会社を辞め弟子入り。
2006年2月、昔昔亭桃太郎に入門。2010年2月、二ツ目昇進。
前座の頃は新作落語が中心だったが、二つ目になり真剣に古典落語にも取り組む。今では古典と新作の二刀流。
2015年12月　第1回渋谷らくご特別賞（奇妙な二ツ目賞）受賞。
2020年5月、瀧川鯉八、桂伸衛門とともに真打昇進。史上初めてアルファベットが高座名に入った真打となる。予定されていた真打昇進披露興行は、新型コロナウイルスの感染拡大を受け、秋以降に延期となる。
2020年10月11日、同年5月から予定されて延期となっていた真打昇進披露が新宿末廣亭よりスタートした。

## 人物
- 身長180cm。大学ではアメフト部に所属（DF）。
- 小学校はサッカー部、中学では野球部。高校でラグビー部のFB。
- お笑い番組を作りたいとテレビ番組制作会社に入社（ザ・ワークス、山中企画）。ドラマ班に配属されADを務めた。のち放送作家スクールに通い、ネタ見せオーディションで落語家に出会う。「自分でネタを書くよりも、自分でやった方が早いかな」と寄席通いが始まる。
- 芸協の爆笑王ともいわれる昔昔亭桃太郎の高座にひかれ、浅草演芸ホールで出待ちをし入門を志願。気合を入れてスキンヘッドで臨むと「用心棒みたいだな。じゃあ入れてやる」と、あっさり入門が決まる。何回か断られるものと思っていたが、師匠がヤクザ映画が好きだったことが理由の一つと考える[7]。
- 「成金」名付け親の経緯。神田松之丞（現・神田伯山）、桂伸三が発起人となって11人が集ったユニット「成金」は、全員の合議制で運営され、ユニット名は全員が10個ずつ案を持ち寄った。最終的に「きんよる」との2つに絞られ、多数決で6対5の僅差で決定。「成金」を出したのがA太郎。成り上がりの意のほか、公演が金曜日というのもかけてある。
- 2016年の夏から冬にかけて空白の時期がある。この世界で生きていくのは厳しいと色々と思い悩み、外部との接触を断った。師匠からの電話にも出ず、普通なら破門になってもおかしくない状態で、うつ病のような感じだった。師匠はA太郎の親と連絡を取り、岐阜の実家に戻ってしばらく休むことを命じた。鯉八と昇々も岐阜まで訪ね、仕事も代わりにしてくれた。しばらくして師匠から連絡があり、師匠の会に呼んでもらう。復帰が決まると成金メンバーもメールをくれた。師匠のさりげない優しさと仲間の気遣いがあった[8]。
- 「小空みる子」は自身が扮する架空のキャラクター[9]。
- タップダンス、日本舞踊を復帰後に習い始める[10]。
- 日本舞踊は歌舞音曲の一環として花柳流の師匠に師事。2017年に国立劇場、2019年には京都能楽堂の大舞台出演を果たす。
- 9回目を迎える内幸町ホールでの独演会は、全公演が完売。タップダンスにも挑戦。
- 2歳上の兄・町野洋亮は岐阜市で敷島珈琲店を経営。定期的に落語会を開く[11]。
- 高座では、通常客席からの撮影が禁止されている場合でも、できる限り自身の「撮影タイム」を設けてポーズをとり、観客に写真を撮ってもらうようにしている。各種SNSへのアップも可。
- 乾燥肌なので、入浴後の保湿剤は欠かせない。
- 整髪料はセブンイレブンの｢40才以上からのハードジェル｣を使っている。
- 甥っ子からは「A太郎くん」と呼ばれている。

## 出演

### ドラマ
- 2019年　YouTube配信Webドラマ『A太郎の区区たる問題』（黒川麻衣監督）主役。ドラマ初挑戦。

### 舞台
- 華麗なる散歩の会 第5回公演「および腰の男、そのつれあいと ラッパーと（仮）」（2025年5月1日 - 5日、イズモギャラリー）[12]

### CM
- アディーレ法律事務所 「身近がよろしいようで」シリーズ （2021年5月6日 - ）[注 1]
- こくみん共済 coop マイカー共済（2022年10月 - )